# علامة ليسكر
علامة ليسكر (بالإنجليزية: Lisker's sign)‏، هي علامة سريرية يظهر فيها إيلام عندما يتم قرع الجزء الأمامي (الأمامي الخلفي) من قصبة الساق. تظهر العلامة لدى الأشخاص الذين لديهم خثار وريدي عميق.